# JLS
För andra betydelser, se JLS (olika betydelser).
JLS är en brittisk pojkband bestående av Ashton Merrygold, Ortisé Williams, J.B. Gill och Marvin Humes. Gruppen bildades 2007 och fick sitt genombrott när de var med i The X Factor 2008 där de kom tvåa efter Alexandra Burke. Den 23 april 2013 avslöjade de på sin officiella hemsida att de skulle splittras. De hade då sålt 10 miljoner skivor. Som avslutning på deras karriär inom gruppen hölls en sista turné i december och ett album med deras "bästa hits" släpptes, Goodbye: The Greatest Hits.[källa behövs] År 2021 återförenades gruppen för en turné och två år senare, 2023, meddelade bandet att de återförenas för 15 konserter i Storbritannien och Irland.

## Medlemmar

### Ortisé Williams
Ortisé Williams, född 27 november 1986. När Williams var tolv år, fick hans mamma MS. Han blev då tvungen att ta hand om sina tre yngre syskon. Han har skrivit låten Wow Oh Wow till Jedward. Det var Ortisé som satte ihop gruppen.

### Marvin Humes
Marvin Richard James Humes, född 18 mars 1985 i Greenwich, London. Han var tidigare med i gruppen VS, skapad av Simon Webbe från musikgruppen Blue. Han är sedan den 27 juli 2012, gift med Rochelle Humes, känd från The Saturdays och S Club 8. 20 maj 2013 föddes makarnas första barn, dottern Alaia-Mai.

### J.B. Gill
Jonathan Benjamin Gill (mer känd som J.B.), född 7 december 1986. Han är son till Cynthia och Keith Gill och är bror till Neequaye Gill. Efter att han hade tagit examen, sökte han till The X Factor 2007. Det var där han träffade de andra medlemmarna från JLS. J.B. läste teknologi på King's College i London innan han slutade för musikkarriärens skull.

### Ashton Merrygold
Ashton Merrygold, född 13 februari 1988 i Peterborough. Han har en jamaicansk pappa och en anglo-irländsk mamma. Han föddes och växte upp i Peterborough. Merrygold gick på Jack Hunt School.